# 遊佐信教
遊佐 信教（ゆざ のぶのり）は、戦国時代から安土桃山時代にかけての武将。尾州畠山氏の家臣。河内国守護代。

## 生涯
天文17年（1548年）、政長系畠山氏の重臣で河内守護代の遊佐長教の嫡子として生まれる。
天文20年（1551年）5月5日、長教が暗殺されると、安見宗房・丹下盛知に擁立された一族の遊佐太藤が遊佐氏の家督、またはその代行者となる。太藤は天文22年（1553年）閏1月までに御供衆に任じられているが、永禄年間以降の消息は不明である。
永禄3年（1560年）、三好長慶が河内に侵攻すると高屋城や飯盛城は奪われ、信教の主君・畠山高政や安見宗房は河内を追われた。永禄5年（1562年）3月の久米田の戦いで一時高屋城を奪還するも、同年5月の教興寺の戦いで畠山軍は大敗し、河内の主要部は三好氏の支配下に置かれることとなった。それでもなお畠山氏の勢力が及ぶ地域は残り、永禄6年（1563年）9月18日、信教は河内国金剛寺に「所当官物」以下の免除を認める判物を発給し、永禄7年（1564年）9月29日には観心寺に臨時課役等の免除を認める判物を発給している。この頃には信教は成人し、遊佐氏当主としての活動を行っていた。また、これら判物は「継目之御判」と呼ばれおり、家格の上がった遊佐氏が、守護畠山氏と同様の代替わり安堵を行えるようになっていたことがわかる。
永禄8年（1565年）、室町幕府13代将軍・足利義輝が三好三人衆らに討たれる永禄の変が発生すると、高政は家督を弟・秋高（当時は政頼）に譲る。高政から秋高への家督継承に関して、永禄12年（1569年）に信教が安見宗房と図り、主君の高政を追放してその弟・秋高を擁立したとの話が『足利季世記』にあるが、良質の史料では確認できない。秋高は永禄12年（1569年）以前から当主として活動しており、追放され失脚したとされる高政もそれ以後の活動が見える。
永禄11年（1568年）、足利義昭が織田信長とともに上洛し室町幕府が再興すると、義昭派として活動してきた秋高は高政とともに幕府に出仕し、河内半国の守護に補任され、高屋城に復帰している。永禄12年（1569年）9月には遊佐氏の被官である野尻実堯の知行地・河内牧郷に対して織田信長が「押置」を命じており、畠山氏による河内支配に信長が影響力を及ぼしていた。永禄13年（1570年）1月、信教は信長から上洛を促されているが、主君・秋高とは別に書状を出されており、秋高と並ぶ扱いを受けている（『二条宴乗日記』）。
元亀3年（1572年）閏1月4日、信教が秋高を殺害しようとしたという噂が流れる（『多聞院日記』）。同日、信教と秋高は将軍・足利義昭に誓紙を捧げ、信教は義昭から「領知」「当知行」を安堵された（「相州文書」）。
元亀4年（1573年）3月に義昭が織田信長と断交すると、信教は秋高とともに義昭方に付いたが、同年6月25日、信教は秋高を殺害した。通説では義昭方の信教が信長方の秋高を殺害したとされており、織田信長の威勢に怯んだ秋高が反信長方として戦うことに躊躇した可能性がある。秋高殺害の狙いとしては、守護・守護代による重層的な支配体制の解消を図ったことや、信長による影響力を排除しようとしたことなどが想定される。
遊佐氏は、太藤が御供衆に就任した他、遊佐宗房（安見宗房）も奉公衆になるなど、守護畠山氏を介せず将軍と直接結び付くようになっていた。将軍・義昭から「当知行」の安堵を受けた信教が守護と同等の地位を認められたとみなし、それが秋高殺害の一因となったことが考えられる。また、信教の母は日野内光とその室・畠山尚順の娘との間に誕生した娘（信教は尚順の曽孫）の可能性があり、信教が尚順の血統を引くことで秋高に取って代わることができると考えたともみられる。
元亀4年（1573年）7月に義昭は京を追放されたが、同年12月には信教は同じく反信長派であった三好康長を高屋城に入城させて籠城していた。秋高の内衆である遊佐盛・保田知宗・平三郎左衛門尉らは当初は信教と共に高屋城に留まるも、畠山氏の政敵であった三好康長と結ぶ信教への反発もあったのか、天正2年（1574年）頃に信長方に転じている。天正3年（1575年）4月、高屋城は織田軍の攻撃を受け（高屋城の戦い）、降伏した康長は信長の家臣となった。一方、信教は天正2年（1574年）4月12日に織田軍の攻撃により高屋城で討死したとされるが（『寛政重修諸家譜』）、当時の記録に信教の死亡を伝えるものはない。
足利義昭が備後国鞆に移った天正4年（1576年）以降に出された書状に、紀伊または畿内に在住する本願寺関係者とみられる人物・頼英から吉川元春に宛てられたものがあり、その中に「遊佐」「河内入道」を差し下したとするものがある。この遊佐河内入道が信教に比定され、信教は高屋城落城後も本願寺と反信長方として活動していたと考えられる。
さらに、天正12年（1584年）の小牧・長久手の戦いの頃のものとされる「遊佐河内守」宛の織田信雄・徳川家康の書状があり、羽柴秀吉派となった本願寺や毛利氏から離れた信教は、保田知宗・平三郎左衛門尉ら畠山氏旧臣らとともに反秀吉方として参戦していたとみられる。

## 子孫
信教の子・高教は元亀2年（1571年）に生まれ、豊臣秀吉・秀頼に仕えた。慶長17年（1612年）に秀頼が摂津や河内で検地を行った際、金地院崇伝は金地院の末寺である真観寺の年貢免除などを検地の奉行である片桐且元に要請しているが、真観寺は遊佐氏の旧主・畠山氏の菩提寺であることから、崇伝はその取り成しを高教に依頼している。大坂の陣で豊臣氏が滅んで浪人となった後、高教は徳川忠長に仕えた。寛永10年（1633年）に忠長が死去すると再び牢人となり、寛永15年（1638年）に没した。高教の跡を継いだ養子の長正は徳川頼宣に仕え、以後その子孫は紀伊徳川家の家臣として続いた。